# Palette de Palawan
Prioniturus platenae
Espèce
Statut de conservation UICN

 VU A2cd+3cd+4cd;B1ab(ii,iii,v) : Vulnérable
Statut CITES
La Palette de Palawan (Prioniturus platenae) est une espèce d'oiseaux appartenant à la famille des Psittacidae.

## Description
Cet oiseau mesure environ 27 cm de long. Il est proche de la Palette à couronne bleue dont il a été longtemps considéré comme une simple sous-espèce.
Le mâle arbore une tête bleue.

## Répartition
Comme son nom spécifique l'indique, cet oiseau vit dans les forêts pluviales de Palawan.